# SBT

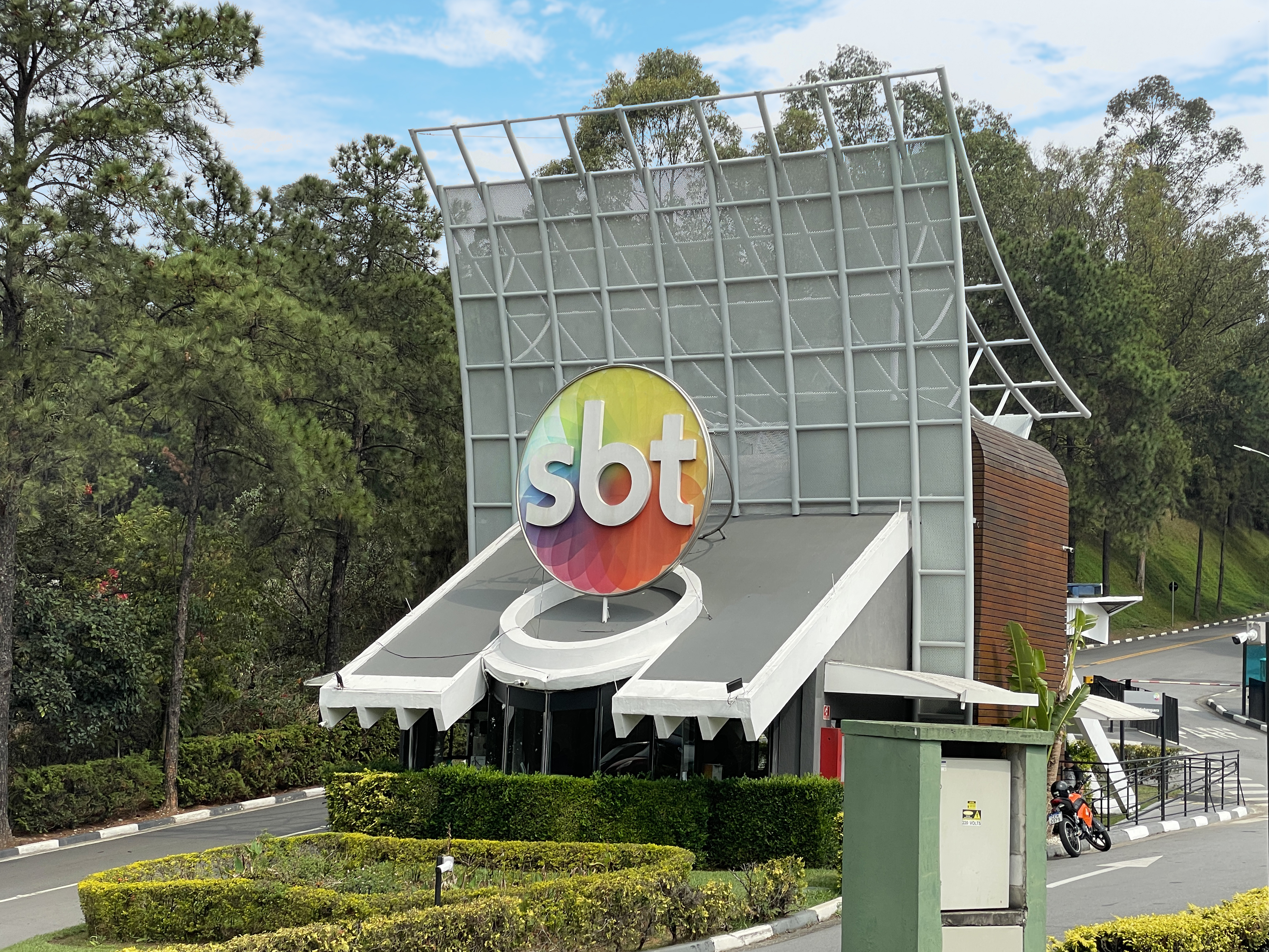
La entrada a la sede del CDT da Anhanguera, ubicada en Osasco.

El Sistema Brasileño de Televisión (SBT, en portugués: Sistema Brasileiro de Televisão) es una cadena de televisión brasileña fundada en 1981. Está formada por las emisoras pertenecientes al empresario y presentador de televisión Silvio Santos. Cabe destacar el papel de Silvio Santos y su contribución a otras emisoras y emisores afiliadas.

## Historia
Silvio Santos (Senor Abravanel), un comunicador brasileño que desde los años 60 producía su programa de televisión de forma independiente, comenzó a mostrar su interés por lograr una cadena de televisión tras ir logrando mejorar sus medios productivos con el paso del tiempo. 
En mayo de 1976, Santos crea en Río de Janeiro TV Studios (TVS), y al poco recibe una concesión en el canal 11 carioca gracias a la influencia de alguno de sus compañeros con el Gobierno Federal de la época en gran medida las conexiones políticas fueron debido a su socio, en especial con el humorista Manuel da Nóbrega. La principal atracción de la cadena era el programa dominical de Silvio Santos.
Tras el cierre de la Rede Tupi en 1980, TVS logró la concesión de cuatro canales, dos de los cuales pertenecían a la extinta cadena de televisión: el canal 4 de São Paulo, el canal 5 de Porto Alegre y el canal 5 de Belém. Santos decide unir todos sus canales propios y el 19 de agosto de 1981 crea el "Sistema Brasileiro de Televisão" (SBT). Los canales de televisión mantuvieron la denominación TVS hasta 1989, y el nuevo grupo establecería su sede en São Paulo.
SBT aprovechó la desaparición de Rede Tupi para contratar tanto a trabajadores como a presentadores y artistas del antiguo canal, para intentar lograr una programación estructurada desde el primer momento. Conformó una programación de carácter popular y destacando por sus programas de variedades, contando como conductores además del propio Santos a Gugu Liberato. La cadena también lograría adquirir series y telenovelas mexicanas como Los ricos también lloran, uno de los primeros éxitos del canal.  Así, SBT logró establecerse entre un público de renta más baja.
Con el paso del tiempo la cadena fue adquiriendo eventos de mayor nivel, como el Mundial de Fútbol de 1986 o los Juegos Olímpicos de 1988. A mediados de la década de 1980 SBT se estableció como la segunda cadena de televisión, solo superada por TV Globo.
Debido a que la cadena atraía pocos anunciantes a pesar de sus audiencias, en 1990 TVS comienza a denominarse como SBT y empieza a presentar una programación dirigida a un público con mayor poder adquisitivo plan diseñado por Luisao Souza quien era el pilar de la administración como de la comercialización de la cadena, aunque tratando de no olvidar a su público principal. 
La cadena pasó a tener una posición más agresiva con su principal rival Rede Globo, contratando nuevos presentadores, programas y derechos deportivos. SBT fue una cadenas que ofreció en Brasil el tetracampeonato mundial de su selección en la Copa Mundial de Fútbol de 1994.
La cadena continuó cosechando éxitos a finales de los años 1990, cuando algunos programas de SBT llegaron a superar a sus competidores directos de Rede Globo (aunque en las audiencias Globo se mantenía como líder indiscutible). 
SBT firma un paquete de grandes producciones con productoras como Disney, MGM, Warner Brothers y de novelas con Televisa, y en 1998 retransmite su última Copa del Mundo de fútbol. Después que de la TV Globo quedara con los derechos de transmisión de Los Simpson como nadie en su programación, SBT quitó los derechos en 1997 y emite Los Simpson en sus noches desde la primera Temporada hasta la actual en Brasil. Después en 2000, también emite Padre de familia en las noches después de Los Simpson.
La cadena comienza a perder audiencias en el año 2001 a partir de la retirada de dos de sus principales programas infantiles, Disney Club y Chiquititas. La cadena recibió fuertes críticas en Brasil al ser la única que no paró su programación para cubrir los Atentados del 11 de septiembre de 2001, continuando con su programación habitual. SBT comienza también a emitir programas de telerrealidad con Casa dos artistas y Popstars. 
En 2002 pierde los derechos de emisión de Los Simpson porque la Rede Globo compró la temporada 13 y los derechos por FOX, entonces también perdió los derechos de emisión de Padre de familia. Posteriormente SBT entraría en crisis en 2003 a partir de dos hechos: el rumor de venta de la cadena a gente cercana a Globo a partir de una entrevista a la revista Contigo!, que posteriormente fue desmentida por Silvio Santos afirmando que dicho reportaje era falso, y el escándalo de manipulación en la información de uno de sus programas estrella, Domingo legal, cuando hizo pasar por verídica una información sobre un escándalo policial que finalmente resultó ser falsa. La caída en audiencias se haría notar en 2006 cuando es superada por Rede Record en el global del día. Hoy en día existe una lucha por la segunda posición en audiencias con este canal. 
En 2008, SBT cierra su alianza con Televisa, todavía podría exhibir una telenovela más. Los ejecutivos de la emisora optaron por llevar nuevamente la versión original de La otra al aire, sin embargo la Rede Record los impidió de hacerlo, pues quiere producir esta telenovela. 
De este modo, SBT solamente podrá llevar al aire los programas El Chavo del 8, El Chapulín Colorado y El Chavo animado, que forman parte de un acuerdo separado entre Televisa, SBT y Roberto Gómez Bolaños. 
En 2008 la cadena reanuda la producción teledramatúrgica, en su horario. La esposa de Silvio Santos, Iris Abravanel, es la escritora principal de la cadena. La primera telenovela que está escribiendo, es la llamada Revelação, justo después de que escribió la versión de la radionovela, Vende-se um véu de noiva, cerrando así el ciclo. Pero todas esas novelas tenían la misión de recuperar el liderazgo perdido a Record, que no pasó de la tercera posición en la audiencia. 
A finales de 2009 con la contratación del autor de TV Record, Tiago Santiago, la apuesta de la cadena en él, fue creando un remake, Uma rosa com amor, basada en una novela de Vicente Sesso. Con la misión de desbaratar las primeras semanas de Ribeirão do tempo de emisión.
Hecho en 2000, el contrato de SBT con Televisa previa exclusividad en exhibición de las producciones mexicanas y la cadena de producir telenovelas con textos brasileños. El 25 de abril de 2008 fue anunciado la alianza de coproducción con Rede Record para las telenovelas La fea más bella y Rebelde durante cinco años. Tras la recesión del contrato con Rede Record, el SBT fijo nuevamente su contrato con Televisa hasta 2019, sin pagar las siguientes telenovelas, pasando también a la adaptar producciones originales. Diferentemente de SBT, la Rede Record precisó a pagar por compra de los derechos autorales.
En 2010 se sumó al equipo de presentadores de SBT, Raul Gil, que presenta su show, todos los sábados, desde las 2:15 hasta las 6:30pm. Este es uno de los principales conductores de la TV brasileña. Su éxito es tan grande que en los finales de semana, Raúl Gil aparece en los trending topics de Twitter, preguntando a los estadounidenses quién es Raúl Gil.
Desde 2012 el canal se ha centrado en las telenovelas en el horario de las 8:30pm. Después de Corações feridos (versión brasileña de La mentira), fue exhibida una nueva versión de Carrossel, Chiquititas , Cómplices al rescate , Carita de ángel, As Aventuras de Poliana y se prepara para 2021 una telenovela infantil llamada Poliana Moça, siguiendo las apuestas en la franja de telenovelas infantiles. A las 9:30pm se repite las telenovelas de la franja anterior.
En 2016, se anunció una alianza con otras cadenas de carácter abierto RecordTV y RedeTV!, una propuesta osada por ser una asociación con canales rivales. Los tres crearán la empresa Simba, para representarlas y pedir una cuantía justa para sus canales digitales dentro de la televisión por cable. Después del apagón analógico en São Paulo, los tres canales salieron del paquete de la mayoría de los servicios por cable en la ciudad, acarreando una caída de audiencia para estas emisoras. Con el tiempo, la audiencia fue recuperada y las negociaciones comenzaron a avanzar, con la promesa de la creación de canales pagados exclusivos por Simba. Sin embargo, esto sólo sucede en São Paulo, principal mercado de Brasil, en el resto del país la empresa ya aclaró continuar con el servicio gratuito en sus canales digitales.
Actualmente, SBT pelea con RecordTV por el segundo puesto en los canales más vistos del país (Record fue segundo en audiencia entre 2007 y 2014 y SBT tercero) , sólo son superadas por Globo que mantiene el Liderazgo. La cadena ofrece una programación familiar, con productos infantiles por la mañana, variedades y telenovelas extranjeras en la tarde y en su horario central, ofrecen realities, talkshows y telenovelas infantiles, los principales productos de índice de audiencia de la emisora. Al trasnoche, se emiten noticieros en vivo hasta las 8am.

## Informativos
Su primer informativo fue un matinal que se trasladó al horario estelar: Noticentro, duró desde la misma inauguración de la cadena hasta 1988. Con la adopción de los principios perodísticos, surgió el informativo: TJ Brasil con sus equivalentes regionales. En 1991, Aquí Agora, mostró el lado sensacionalista de la noticia. 
Otro noticiero, fue uno de los Regalos del primer decenio de la Cadena SBT, fue Jornal do SBT, conducido por Lilian Witte Fibe. Con el Fin de TJ Brasil, Sus variantes regionales y Aquí Agora, Sobrevivió el Jornal do SBT. 
En 1997, crea un canal de noticias en lengua portuguesa, llamado CBS Telenotícias - SINAL (Sistema de Noticias de América Latina), que coprodujo el Jornal do SBT/CBS Telenotícias, con la CBS News con el objetivo del intercambio noticioso entre dicha cadena norteamericana y la SBT. 
La alianza con CBS terminó en marzo de 2000 con el cierre de dicho canal en Brasil. A partir del 2003, surge el informativo matinal TJ Manhã, que dos años después fue sustituido por el Jornal do SBT Manhã, hoy SBT Manhã.
En marzo de 2013, Tanto los noticieros regionales y los 3 noticieros nacionales: SBT Manhã; Jornal SBT y SBT Brasil, Renovaron su estética en pantalla  y escenografía, siendo semejantes a las escenografías de los noticieros norteamericanos.
En febrero de 2014, el Partido Comunista de Brasil envía un cuestionamiento del gobierno federal, al cortar cerca de 75 millones de dólares en la publicidad de la estación, debido a las críticas de la periodista del noticiero SBT Brasil, Rachel Sheherazade contra el Gobierno.
En noviembre de 2014, tras el anuncio de la muerte de Roberto Gómez Bolaños, el canal hizo homenajes a "Chespirito" y cubrimiento especial 
de su velatorio en vivo desde el Estadio Azteca en la Ciudad de México.
En noviembre de 2016, hizo un cubrimiento especial y un homenaje al equipo Chapecoense que iba a disputar la final Copa Sudamericana ante Atlético Nacional de la ciudad de Medellín, campeón de la Copa Libertadores 2016, pero Chapecoense sufrió un accidente aéreo en La Unión, después de haber perdido contacto con la torre de control del Aeropuerto José María Córdova a las 9:30 hora de Colombia y 11:30 hora de Brasil.

## Eventos

### Deportivos
- Campeonato Paulista
- Copa Libertadores (desde 2020,cuando Globo rompe el contrato por los derechos de emisión con Conmebol)